# Krattigen
Krattigen is een gemeente en plaats in het district Frutigen-Niedersimmental van het Zwitserse kanton Bern. De gemeente telt 1.077 inwoners.